# 이월면
이월면(梨月面)은 충청북도 진천군에 딸린 면 행정구역 중의 하나이다.

## 법정리
- 내촌리
- 노원리
- 동성리
- 미잠리
- 사곡리
- 사당리
- 삼용리
- 송림리
- 신계리
- 신월리
- 장양리
- 중산리

## 교육
- 이월초등학교 (송림리)
- 금구초등학교 (내촌리)
- 학성초등학교 (중산리)
- (구) 진천상신초등학교 - 이월면 신정길 15 (신월리)
- 이월중학교 (송림리)

## 아파트
| 단지명                     | 건설사   | 시행사         | 주소 | 입주       | 비고 |
| -------------------------- | -------- | -------------- | ---- | ---------- | ---- |
| 진천이월 부영              | ㈜부영   | ㈜부영         |      | 2004년 6월 |      |
| 진천 금호어울림 센트럴파크 | 금호산업 | ㈜대한토지신탁 |      | 2024년 2월 |      |